# Nototriton brodiei
Nototriton brodiei är en groddjursart som beskrevs av Campbell och Smith 1998. Nototriton brodiei ingår i släktet Nototriton och familjen lunglösa salamandrar. IUCN kategoriserar arten globalt som akut hotad. Inga underarter finns listade i Catalogue of Life.